# Субкарлик спектрального класу B

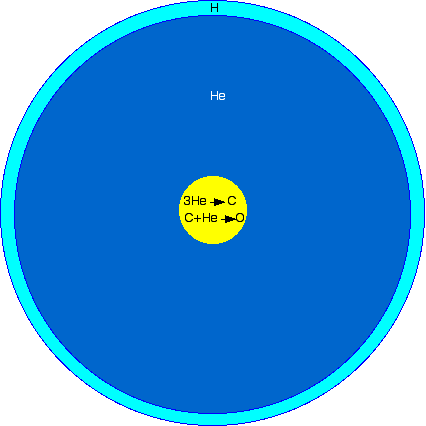
Схематичне зображення поперечного перерізу субкарлика спектрального класу B

Субкарлик типу B (sdB-зоря) — субкарлик, який має спектральний клас B. Від типових субкарликів їх відрізняють значно більші температура та яскравість. Вони перебувають на «екстремальному горизонтальному відгалуженні» діаграми Герцшпрунга—Рассела. Маси цих зір становлять приблизно 0,5 маси Сонця, вони лише приблизно на 1 % складаються з водню, решта маси припадає на гелій. Їхній радіус становить 0,15—0,25 сонячного, температура — від 20 000 до 40 000 K.
Ці субкарлики являють собою пізню стадію еволюції деяких зір, коли червоний гігант втрачає зовнішню водневу оболонку до того, як у ядрі починаються термоядерні реакції горіння гелію. Причини такої передчасної втрати маси залишаються незрозумілими, проте взаємодія зір у подвійних системах може бути одним із основних способів їхнього утворення. Поодинокі субкарлики можуть утворюватися в результаті злиття двох білих карликів. Ймовірно, sdB-зорі перетворюються на білі карлики минаючи стадію гіганта.
Субкарлики спектрального класу B, завдяки більшій світності, ніж у білих карликів, є помітною складовою гарячого зоряного населення старих зоряних систем: кулястих скупчень, балджів спіральних галактик та еліптичних галактик. Вони яскраво світяться на фотографіях в ультрафіолетовій частині спектру. Гарячі субкарлики можуть бути однією з причин ультрафіолетового підйому (UV-upturn) у спектрі еліптичних галактик.

## Історія відкриття
Близько 1947 року Фріц Цвіккі та Мілтон Х'юмасон виявили біля північного галактичного полюса зорі низької світності. Це були субкарлики спектрального класу B. У Паломарському атласі ці субкарлики є найпоширенішими тьмяними голубими зорями з зоряною величиною понад 18. Протягом 1960-х років за допомогою спектроскопії було виявлено, що у багатьох sdB-зір дуже низький вміст водню, значно нижчий, ніж було передбачено теорією нуклеосинтезу Великого вибуху. На початку 1970-х років Джессі Грінстейн та Аннелія Сарджент виміряли їхні температури і маси та правильно розмістили їх на діаграмі Герцшпрунга—Рассела.

## Змінні зорі
Деякі зорі класу sdB виявляють змінність. Класифікацію змінних зір запропоновано доповнити трьома новими видами, які запроваджено саме для блакитних субкарликів: 
1. sdBVr («r» від англ. rapid, що означає «швидкий») — зорі з короткими періодами, від 90 до 600 секунд. Їх також називають зорями типу EC14026 або V361 Гідри. За теорією С. Шарпіне (фр. S. Charpinet) щодо пульсації цих зір, коливання їхньої яскравості зумовлені акустичними сферичними гармоніками низького ступеня (n) і малого порядку (l). В їхній основі — іонізація атомів групи заліза, що викликає непрозорість зоряної речовини. Крива променевої швидкості на 90 ° відрізняється за фазою від кривої зміни яскравості, у той час як криві зміни ефективної температури та прискорення вільного падіння на поверхні синхронізовані зі зміною світлового потоку. Що стосується залежності температури від сили тяжіння на поверхні, короткоперіодичні пульсуючі змінні концентруються у так званій емпіричній смузі нестабільності, яка приблизно описується параметрами T=28 000–35 000 K і log g=5,2–6,0. Пульсації спостерігаються лише у 10 % sdBs-зір, які лежать у цій смузі.
2. sdBVs («s» від англ. slow, що означає «повільний») — зорі з довгими періодами, від 45 до 180 хвилин. Зміна яскравості дуже незначна — 0,1 %. Їх також називають зорями типу PG1716 або V1093 Геркулеса, або, скорочено, LPsdBV. Ще однією загальною назвою для них є зорі Бетсі[4]. Довгоперіодичні пульсуючі sdB-зорі зазвичай холодніші, ніж короткоперіодичні, з температурою в діапазоні ~23 000–30 000 K.
3. sdBVrs — гібридні зорі, що змінюються в обох режимах. Прототипом є зоря DW Рисі або HS 0702+6043.

| Змінна зоря     | Інша назва      | Сузір'я  | Відстань (св. р) |
| --------------- | --------------- | -------- | ---------------- |
| V361 Гідри      | EC 14026-2647   | Гідра    | ?                |
| V1093 Геркулеса | GSC 03081-00631 | Геркулес | ?                |
| HW Діви         | HIP 62157       | Діва     | 590 ± 65         |
| NY Діви         | GSC 04966-00491 | Діва     | ?                |
| V391 Пегаса     | HS 2201+2610    | Пегас    | 4570             |

1. 1 2  Затемнювано-подвійна зоря

## Планетні системи
Відомо про щонайменше дві sdB-зорі з планетами: V391 Пегаса стала першою відомою sdB-зорею, біля якої було знайдено екзопланету, Кеплер-70 має систему з декількох землеподібних планет на низьких орбітах, які можливо є хтонічними планетами, оболонки яких випарувалися під впливом материнської зорі на стадії червоного гіганта.